# آلیاکساندر آنیشچانکا
آلیاکساندر آنیشچانکا (بلاروسی: Aliaksandr Anishchanka؛ زادهٔ ۱۵ آوریل ۱۹۷۹) وزنه‌بردار اهل بلاروس است.